# Joachim Rosenmüller
Joachim Herbert Fritz Rosenmüller (* 22. Mai 1940 in Bad Harzburg) ist ein deutscher Mathematiker und Ökonom (Spieltheorie) und emeritierter Hochschullehrer.

## Leben
Rosenmüller studierte Mathematik in Marburg und Göttingen. An der Universität Erlangen-Nürnberg wurde er 1967 bei Konrad Jacobs promoviert (Über Periodizitätseigenschaften spieltheoretischer Lernprozesse) und habilitierte sich dort 1971.
Von 1967 bis 1971 war er Gastprofessor in Aarhus, Minneapolis und Vancouver.
Von 1972 bis 1978 war er Professor an der Universität Karlsruhe. Von 1978 bis zu seiner Emeritierung 2006 war er Professor an der Universität Bielefeld und von 1984 bis 2002 Direktor des Instituts für Mathematische Wirtschaftsforschung.

## Werke
- Über Periodizitätseigenschaften spieltheoretischer Lernprozesse. In: Probability Theory and Related Fields. Band 17, 1971, S. 259–308
- The theory of games and markets. North-Holland, Amsterdam 1981
- On a generalization of the Lemke-Howson algorithm to noncooperative N-person games. SIAM Journal on Applied Mathematics, 1971
- Game theory: Stochastics, information, strategies and cooperation. Kluwer, 2000, ISBN 0-7923-8673-6
- Kooperative Spiele und Märkte. Lecture Notes in Operations Research and Mathematical Systems: Economics, Computer Science, Information and Control, Band 53, Springer Verlag, 1971
- Extreme games and their solutions. Lecture Notes in Economics and Mathematical Systems, Band 145, Springer Verlag, 1977
- Konjunkturschwankungen. In: Konrad Jacobs (Herausgeber): Selecta Mathematica. Band 4, Heidelberger Taschenbücher 1972